# Saint-Julien-d'Arpaon
Saint-Julien-d'Arpaon è un ex comune francese, oggi frazione, del dipartimento della Lozère nella regione dell'Occitania. Dal 1º gennaio 2016 è stato fuso con il comune di Saint-Laurent-de-Trèves per formare il nuovo comune di Cans-et-Cévennes.

## Società

### Evoluzione demografica
Abitanti censiti